# 烏克蘭蘇維埃共和國
烏克蘭蘇維埃共和國（羅馬化：Ukrainskaya Sovetskaya Respublika）是幾個早期烏克蘭蘇維埃半主權國家（另一個為乌克兰苏维埃人民共和国）之一。其是一个亲布尔什维克的苏维埃政府，首都设于哈尔科夫。